# Heuwieke
Die Heuwieke ist ein Fehnkanal (niederdeutsch Wieke) in Ostfriesland. Sie liegt in der Gemeinde Moormerland und verbindet das Fehntjer Tief mit dem Rorichumer Tief.
Die Heuwieke ist etwa zwei Kilometer lang und führt durch das Naturschutzgebiet Fehntjer Tief und Umgebung. Die einzige Siedlung ist der Hof Sieve, ein ehemaliges Vorwerk des Johanniterklosters Hasselt. Hier befindet sich auch der Bootssteg des gleichnamigen Bootssportclubs (BSC Sieve).
Im Norden führt die Deutsche Fehnroute über die Heuwieke. Im Süden ist sie mit dem Kolk Heuwieke, einem 4,7 Hektar großen ehemaligen Baggersee, verbunden.